# Mąchocice Kapitulne
Mąchocice Kapitulne – wieś w Polsce położona w województwie świętokrzyskim, w powiecie kieleckim, w gminie Masłów.
W Królestwie Polskim istniała gmina Mąchocice. W latach 1954–1972 wieś należała i była siedzibą władz gromady Mąchocice. W latach 1975–1998 miejscowość administracyjnie należała do województwa kieleckiego.
Przez wieś przechodzi  niebieski szlak turystyczny imienia E. Wołoszyna z Wąchocka do Cedzyny oraz  niebieska ścieżka rowerowa z Ciekot do Woli Kopcowej.
Przez miejscowość przepływa rzeka Lubrzanka.
Dojazd z Kielc zapewniają autobusy komunikacji miejskiej linii 10 i 38.

## Części wsi
| Identyfikator SIMC | Nazwa miejscowości | Rodzaj miejscowości |
| ------------------ | ------------------ | ------------------- |
| 0250174            | Baków              | przysiółek          |
| 0250116            | Golica             | część wsi           |
| 0250122            | Mąchocice Dolne    | część wsi           |
| 0250139            | Mąchocice Górne    | część wsi           |
| 0250145            | Nowiny             | część wsi           |
| 0250180            | Radostowa          | przysiółek          |
| 0250151            | Zakaniów           | część wsi           |